# Грибеник Сергій Вікторович
Сергі́й Ві́кторович Грибе́ник (Грібеннік) (нар. 18 квітня 1988 — пом. 3 вересня 2014) — старший солдат 27-го реактивного артилерійського полку Збройних сил України, учасник російсько-української війни.

## Життєпис
Народився 1988 року в селі Кулішівка (Недригайлівський район, Сумська область). В селі Кулішівка Недригайлівського району закінчив загальноосвітню школу. Проходив строкову військову службу в лавах ЗСУ.
Мобілізований у березні 2014 року. Старший механік-водій 9-ї артилерійської батареї 3-го дивізіону, 27-й реактивний артилерійський полк.
3 вересня 2014-го загинув під час обстрілу з території Російської Федерації із РСЗВ «Смерч» базового табору 27-го полку поблизу Старобільська.
Ідентифікований за експертизою ДНК. Похований 26 травня 2015 року в селі Кулішівка.
Без Сергія лишились мама і старша сестра.

## Нагороди та вшанування

Пам'ятник українським воїнам, які загинули в АТО на сході України у Недригайлові

За особисту мужність і героїзм, виявлені у захисті державного суверенітету та територіальної цілісності України, вірність військовій присязі під час російсько-української війни, відзначений — нагороджений
- 25 листопада 2015 року — орденом «За мужність» III ступеня (посмертно)[1]
- 3 вересня 2019 року на його честь та військових Олександра Шовтута й Євгена Керечанини у смт Недригайлів звели пам'ятник.[2]
- Його портрет розміщений на меморіалі «Стіна пам'яті полеглих за Україну» у Києві: секція 4, ряд 7, місце 10
- Вшановується в меморіальному комплексі «Зала пам'яті», в щоденному ранковому церемоніалі 3 вересня[3]